# Bien-pensance
 (juillet 2023).
 (septembre 2021).
- Si vous ne connaissez pas le sujet, laissez ce bandeau (vous pouvez alors contacter les auteurs).
- Si vous supprimez le contenu mis en cause (vous pouvez préalablement contacter les auteurs),

argumentez précisément cette suppression dans la page de discussion
(un manque de référence n'est pas un argument ; une recherche réelle de référence doit avoir été effectuée, être formellement documentée).
Bien-pensance ou bienpensance est une expression langagière francophone utilisée par des auteurs ou groupes de personnes réactionnaires pour dénoncer des idées progressistes ou libérales. Le terme « bien-pensance » a une connotation péjorative, polémique et ironique par les détracteurs conservateurs du politiquement correct. Le terme n'est plus seulement cantonné à l’extrême droite qui a réussi à l'imposer dans le débat public.
Selon les partisans de ce terme, la bien-pensance serait l'expression d'un « bien-penser » revendiqué et d'une bonne conscience sûre d'elle-même, ne se remettant pas en question, préférant plutôt pointer du doigt ceux qui ne se conforment pas à ses idéaux, plaçant par conséquent l'opposant en mode défensif, si défense il a droit. La bien-pensance désignerait l’opinion et le comportement des personnes dites bien-pensantes, « dont les idées sont conformistes » et soumises au politiquement correct,.
En France, et à partir de la fin du XXe siècle, le terme « bien-pensance » est associé majoritairement à la repentance, la culpabilité historique, la culture de l'excuse, les lois mémorielles et l'anti-discrimination. Pour les adversaires de ces concepts, la « bien-pensance », se voulant moralisatrice notamment au nom des droits de l'homme ou des bons sentiments, préconise des lois qui interdisent et pénalisent les propos racistes, homophobes, antisémites, négationnistes et autres, provoquant ainsi « des procès en blasphème théologico-politique », « en sorcellerie »,. Le « bien-pensant » utilise un langage spécifique « pour éviter de nommer les choses parce que cette dénomination pourrait choquer ».
Dans le cadre des débats politiques, les adversaires du politiquement correct utilisent cette caractérisation de bien-pensance comme une arme rhétorique. Ceux-ci, « les mal-pensants, dont les idées vont à l'encontre du consensus idéologique majoritaire (celui des bien-pensants) », reprochent aux bien-pensants de censurer par des « lois liberticides » toute pensée déviante et, en créant le délit d'opinion, le thoughtcrime (délit de la pensée) – expression connue par la dystopie d'Orwell –, de vouloir étouffer tout libre débat et d'ainsi porter atteinte à la liberté d'expression.
En Allemagne, l'expression « bien-pensant » (all. « Gutmensch », littéralement « homme bon »), à cause de ses connotations péjorative, discriminatoire, polémique et ironique utilisé par l'extrême droite, a été déclarée « pire mot de l'année 2015 »,, pour qu'elle soit ainsi bannie du débat public, devenue par cette incrimination un mot tabou.

## Historique
Le terme est dérivé de bien-pensant, mot apparu en 1798.
Au XVIIe siècle, l'expression bien penser est considérée positivement. Le prêtre jésuite et grammairien Dominique Bouhours publie en 1687 La Manière de bien penser dans les ouvrages d’esprit, un entretien didactique visant à former le goût du lecteur,. Dans une lettre à Bussy-Rabutin datant de 1677, Bouhours indique « Mon dessein est de faire une critique délicate des pensées vicieuses qui se rencontrent dans les auteurs (je dis dans les bons), et d’apprendre par là à bien penser. ».
Au XIXe siècle, le bien-pensant désigne, et déjà de manière négative et ironique, celui qui pense en conformité avec un système traditionnel ou se conformant au pouvoir en place : religieux, social, politique. En 1853, Victor Hugo écrit dans son recueil de poèmes satiriques critiquant le pouvoir bonapartiste Les Châtiments :

« Et que l'abonné vienne aux journaux bien pensants, Il paraît que, sortant de son hideux suaire, [], En dépit des rêveurs, en dépit de nous autres Noirs poètes bourrus qui n'y comprenons rien, Le mal prend tout à coup la figure du bien. »

On trouve en 1893 dans le Journal des Frères Goncourt la citation suivante : « la lettre portait le timbre de la rue Bonaparte. Ne seraient-ce pas des élèves de l'école des Beaux-Arts, bien-pensants ? ».
En 1896, Marcel Proust utilise le mot dans le sens de la personne qui cale ses opinions sur la morale courante : « Elle était cousine des Buivres. (…) Elle avait reporté sur tous les Buivres ce qu'elle pouvait éprouver de sentiments de famille. Elle ressentait une honte personnelle des vilenies de celui qui avait un conseil judiciaire, et, autour de son front bien-pensant, sur ses bandeaux orléanistes, portait naturellement les lauriers de celui qui était général. » — Proust, Les plaisirs et les jours, 1896.
En 1899, on retrouve le terme chez Maupassant : « Employé au ministère de l’intérieur, correct, bien noté, bien-pensant, mais marié à une femme fort jolie, dont les dépenses semblaient un peu exagérées pour sa position modeste. » — Maupassant, Rouerie.
Durant la majeure partie du XXe siècle, le terme de bien-pensant désigne donc un conformiste qui fait siennes les idées dominantes, en définitive le bourgeois conservateur, défenseur de l'ordre établi : « À l’époque de mon récit, c’est-à-dire au sommet de mes souvenirs, la maison de mes parents était redevenue catholique, plus catholique et bien-pensante qu’elle n’avait jamais été » — André Gide, Si le grain ne meurt, 1926.
Dans Le Temps retrouvé (publié à titre posthume en 1927) Proust reprend l’expression en rassemblant derrière elle les dreyfusards, les communards et les antirévisionistes : « Les choses étaient tellement les mêmes qu'on retrouvait tout naturellement les mots d’autrefois : « bien pensants, mal pensants ». Et comme elles paraissaient différentes, comme les anciens communards avaient été antirévisionistes, les plus grands dreyfusards voulaient faire fusiller tout le monde et avaient l’appui des généraux, comme ceux-ci au temps de l’Affaire avaient été contre Galliffet ».
Georges Bernanos, en 1931, publie La Grande Peur des bien-pensants, un pamphlet dans lequel il fustige la bourgeoisie conservatrice et le clergé catholique pour leurs renoncements successifs devant la république (crise du Seize-Mai), l'anticléricalisme (dissolution des congrégations, séparation de l’Église et de l'État), la corruption de la vie politique (scandale de Panama) et les puissances de l'argent (auxquelles il associe notamment les banquiers juifs).
Dans son roman 1984 paru en 1949, George Orwell intègre de façon explicite le terme bienpensant au dictionnaire de la novlangue pour décrire la dévotion des intellectuels envers le Parti, :

« – Comment était-elle, ta femme ? demanda Julia.
– Elle était… Connais-tu le mot novlangue « bienpensant » qui veut dire naturellement orthodoxe, incapable d’une pensée mauvaise ?
– Non. Je ne connais pas le mot, mais je connais assez bien ce genre de personnes. »

Le terme comporte de fait une dimension éminemment politique, la novlangue étant elle-même une construction politique totalitaire destinée à contrôler les esprits en réécrivant la langue. Pour le philosophe Jean-Jacques Rosat, Orwell nous invite à travers son roman à sortir du relativisme et du constructivisme généralisés véhiculé par les bienpensants pour renouer avec la démocratie et la liberté.

## De nos jours
- Si vous ne connaissez pas le sujet, laissez ce bandeau (vous pouvez alors contacter les auteurs).
- Si vous supprimez le contenu mis en cause (vous pouvez préalablement contacter les auteurs),

argumentez précisément cette suppression dans la page de discussion
(un manque de référence n'est pas un argument ; une recherche réelle de référence doit avoir été effectuée, être formellement documentée).
Selon Le Point, le terme est « apparu sous la forme de trace dans les années 1970 » puis « a conquis le langage quotidien depuis 2005 ».
Dans son livre La tyrannie des Bien-Pensants paru en 2001, le journaliste de France Culture Jean-Marc Chardon invite 34 auteurs de sensibilités diverses pour évoquer les débats interdits, biaisés voire escamotés dans une France qui prétend donner au monde des leçons de morale. Le but est de critiquer les notions de politiquement correct qui exerceraient de facto une censure des idées.
Le terme est repris dans le vocabulaire politique par différents intervenants de droite et de gauche, pour dénoncer par exemple l'échec du modèle d'intégration à la française, modèle qui est selon eux trop conciliant.
Les contempteurs de la bien-pensance, du point de vue des couleurs politiques, sont classés à droite par leurs adversaires. Mais si certains acceptent un tel classement de leurs opinions, d'autres disent avoir été de gauche et ne plus l'être ou disent se poser en tout cas la question de l'être encore : c'est donc une question très ouverte dans le champ politique. Elle relève d'ailleurs davantage, dans le débat public, de considérations et de positions politiques que philosophiques ou morales.
Pour Alain Finkielkraut, la bien-pensance cache « tout ce qu'on n'a pas le droit de savoir ».
Aujourd'hui la bien-pensance reste associée à une forme d'ostracisme de la pensée aux effets pervers. Ceci provoque un élan réactionnaire selon Jean-François Kahn quand il voit un journal de droite conservatrice comme Le Figaro acclamer la manif pour tous malgré son côté « néo-pétainisme » :

« Ce sont les turpitudes, les oppressions et les trahisons de la droite qui grossirent après guerre les rangs de l'extrême gauche, aujourd'hui, c'est le terrorisme intellectuel d'une certaine gauche bourgeoise et bien-pensante, cette insupportable tendance à criminaliser le moindre écart (…) qui ont provoqué l'exaspération dont se nourrit cette vague objectivement réactionnaire et même ultra réactionnaire »

— Jean-François Kahn, Quand la gauche bien-pensante fait le lit de la réaction mal-pensante, sur : Huffington Post, le 28 mai 2013.
L'éditorialiste Natacha Polony estime en 2014 que « Le bien-pensant, c’est toujours l’autre ». Tout l'enjeu du débat est donc de définir, de façon mutuelle, la part de réalité et celle de fantasme dans la dénonciation de la bien-pensance et dans sa revendication par ceux qui se sentent ainsi ciblés.
En 2015, Pierre-André Taguieff estime que « jamais l'expression "bien-pensants" ne s'est appliquée avec autant de justesse aux prédicateurs de l'avenir toujours meilleur, en quête de "thèses nauséabondes" à dénoncer ».
Par contre, en 2016, le journaliste Laurent Joffrin, dans un article paru dans la Revue des deux Mondes, prend la défense de la bien-pensance :

« Parlons net : si être « bien-pensant », c’est se fonder sur des valeurs universelles d’égalité et de justice pour juger des situations contemporaines, alors nous en sommes ! »

## Critique du terme
En Allemagne, depuis 1991, un jury composé de quatre linguistes et de deux autres personnalités, en coopération avec l'Association pour la langue allemande, élit annuellement le « Unwort des Jahres », littéralement « le non-mot de l'année », « l'anti-vocable », c'est-à-dire « le pire mot de l'année », vilain mot[pas clair] à éviter, donc à bannir des débats publics politiquement corrects, expression ainsi stigmatisée en mot indésirable, en « mot tabou ».
Après le mot à bannir de l'année 2014, « Lügenpresse » (presse à mensonges),,,, le jury a choisi en 2015 le mot « Gutmensch » (« le bien-pensant ») comme « non-mot de l'année ». Le mot allemand « Gutmensch » est la contraction de « guter Mensch », « homme bon ». Cette contraction ironique inverse le sens du mot en son contraire. « Gutmensch » désigne le bien-pensant, la bonne âme, l’âme charitable, celui qui est simplement « trop bon ». Dans le contexte politique du pic de la crise migratoire en Europe en 2015/2016, où l'Allemagne a ouvert ses portes à quelque 1,1 million de réfugiés, un record historique qui suscite de gros remous, la notion de « Gutmensch », bien-pensant, désigne particulièrement celui qui défend « la culture de l'accueil », la « Willkommenskultur » à l’égard des migrants, préconisée par la chancelière Angela Merkel :

« L'utilisation de cette expression dans les milieux d'extrême droite ou dans les médias revient à considérer globalement la tolérance et l'aide comme naïves, bêtes et hors du temps, comme le syndrome de l'infirmière ou comme un impérialisme moral. »

L'idée de l'élection du « pire mot de l'année » est de sensibiliser l'opinion publique aux connotations discriminatoires de certains mots qui ont marqué le débat idéologico-politique d'une année.

« Le terme « bien-pensant » utilisé par l'extrême droite pour dénigrer ceux qui s'engagent pour les réfugiés, a été désigné pire expression de 2015 en Allemagne, où le débat autour de l'accueil des migrants prend un tour virulent, a annoncé mardi un jury de linguistes. Ce terme de « personne bien-pensante », « Gutmensch », « outrage ceux qui s'engagent bénévolement dans l'aide aux réfugiés ou qui se dressent contre les attaques envers les centres de réfugiés », justifie dans un communiqué la porte-parole du jury, Nina Janich. L'utilisation de cette expression dans les milieux d'extrême droite ou dans les médias revient à considérer « globalement la tolérance et l'aide comme naïves, bêtes et hors du temps, comme le syndrome de l'infirmière ou comme un impérialisme moral », a-t-elle ajouté. »

En France, le terme est utilisé par l'extrême droite ou le national-populisme conjointement avec les termes « islamo-gauchisme » et « droit-de-l'hommisme » comme élément de langage d'une «  offensive idéologique » pour fustiger le politiquement correct, le féminisme, le « tabou » de l'immigration et le «gauchisme culturel ». Le bien-pensance est comparable pour eux à une dictature, et le terme n'est plus seulement cantonné à l’extrême droite qui a réussi à l'imposer dans le débat public,.